# Calomicrus palii
Calomicrus palii là một loài bọ cánh cứng trong họ Chrysomelidae. Loài này được Lopatin miêu tả khoa học năm 1965.